# Порадовщина (Молодечненский район)
Порадовщина (бел. Парадо́ўшчына) — деревня в Молодечненском районе Минской области Республики Беларусь. В составе Городокского сельсовета.

## География
Ближайшие населённые пункты Белево, Ляльковщина, Семерники и др.

## История
Упоминается как застенок в Краснянской волости и старостве Великого княжества Литовского; государственная собственность, в аренде у М. Лапяровича. В конце XVIII века деревня и фольварк, казённая собственность, в Вилейском уезде Минской губернии. В 1801 году сдана в аренду тайному советнику Рожарсану. Во второй половине XIX века деревня в составе поместья Парадовщина и Красноселье.
В 1857 году 28 жителей. Имение (24 жители) — собственность Игнатия Карпицкого, 4 жителя относились к казенному Красносельскому имению.
В 1897 году в деревне 9 дворов, 56 жителей.
В начале XX века название Парадовщина носили 4 населённых пункта и 2 застенка в Городокской волости Вилейского уезда Виленской губернии.
В 1909 году 6 дворов, 65 жителей.
В 1921—1945 годах деревня в составе Польской Республики, Вилейского повета (с 1927 года Молодечненского повета), гмины Городок.
С 1939 года в составе БССР.
В 1941 году в деревне 43 двора, 169 жителей. 24 декабря 1943 года оккупанты уничтожили 7 дворов и погубили 35 жителей, 6 жителей забрали в Германию на принудительные работы; 9 сельчан погибли в боях против немецко-фашистских захватчиков на фронте, 1 житель погиб в партизанской борьбе.
В 1969 году 130 жителей.
В настоящее время деревня в составе СПК «Березина».
Памятники: за 800 м к северу от деревни могила жертв фашизма (в 1982 году поставлена стела). 
В 1 км к северу-востоку от деревни городище культуры штрихованной керамики (VII век до нашей эры — IX век нашей эры).

## Население

### Численность
- 2019 год — 27 жителей

### Динамика
- 1857 год — 28 жителей
- 1897 год — 56 жителей, 9 дворов
- 1909 год — 65 жителей, 6 дворов
- 1921 год — 28 (20?) дворов, 104 жителя[5]
- 1931 год — 22 двора, 110 жителей[6]
- 1941 год — 169 жителей, 43 дворов
- 1999 год — 45 жителей (перепись населения)
- 2002 год — 33 жителей, 14 дворов
- 2009 год — 34 жителей (перепись населения)[7]
- 2016 год — 28 жителей, 10 дворов
- 2019 год — 27 жителей (перепись населения)

## Достопримечательность
- Городище периода раннего железного века (1-е тыс. н. э.), 1,5 км на северо-восток от деревни —  Историко-культурная ценность Республики Беларусь, шифр 613В000310.
- Могила жертв фашизма. В 1982 году установлена стела.